# Jozefina Dautbegović Krajnović
Jozefina Dautbegović Krajnović (Šušnjari, Derventa, 24. veljače 1948. - Zagreb, 27. studenoga 2008.) bila je hrvatska i bosanskohercegovačka pjesnikinja.

## Životopis
Gimnaziju i pedagošku akademiju završila u Slavonskom Brodu. 
Do početka rata u Bosni i Hercegovini živjela je i radila u Doboju. Bila je nastavnica jezika i povijesti u Osnovnoj školi "Ivan Goran Kovačić" i knjižnjičarka u dobojskoj Narodnoj biblioteci. Od 1992. godine živjela je u Zagrebu.

## Djela
- Čemerike (pjesme, 1979.)
- Druga svjetlost (suautorica knjige dobojskog književnog kruga, 1984.)
- Uznesenje (pjesme, 1985.)
- Od Rima do Kapue (pjesme, 1990.)
- Ručak s Poncijem (pjesme, 1994.)
- Prizori s podnog mozaika (pjesme, 1998.)
- Božja televizija (pjesme, 2001.)
- Vrijeme vrtnih strašila (pjesme, 2004.)
- Različite ljubavi (pjesme, 2004.)
- Čovjek koji je kupovao kuću  (pripovijetke, 2006.)

## Vanjske poveznice
- Posavski književni zbornik